# Leo Disch
Leo Disch (1954) is een Nederlands benedictijner frater en kunstenaar.
Disch trad in bij de benedictijnen in de abdij Sint-Benedictusberg in Mamelis in de gemeente Vaals. Hij is verbonden aan het kunstatelier "Steenhouwerij De Vier Gekroonden". Frater Disch is autodidact en vervaardigt kunstwerken in opdracht uit steen, brons en hout. Ook restaureert hij kunstwerken, zoals in 2012 de monumentale, achttiende-eeuwse Obelisk van Vaals.
Bekende werken van Disch zijn de Eurozuil in het park van Château St. Gerlach in Houthem (2003), het borstbeeld van Anton Coolen in Deurne, de grafsteen van kardinaal Willebrands op de Begraafplaats Sint Barbara in Utrecht en de Bokkenrijdersplaquette in Valkenburg.

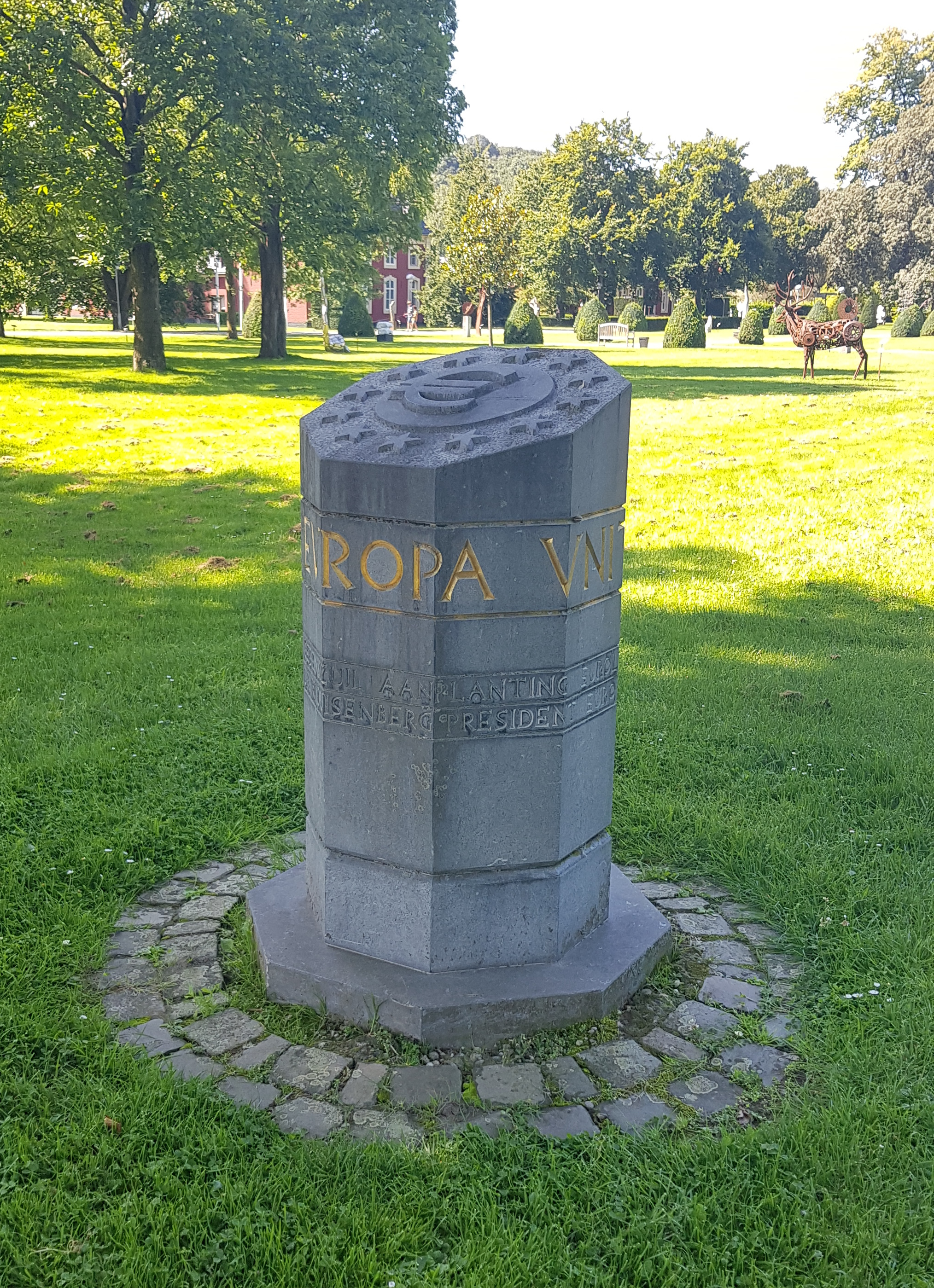
Eurozuil bij Château St. Gerlach
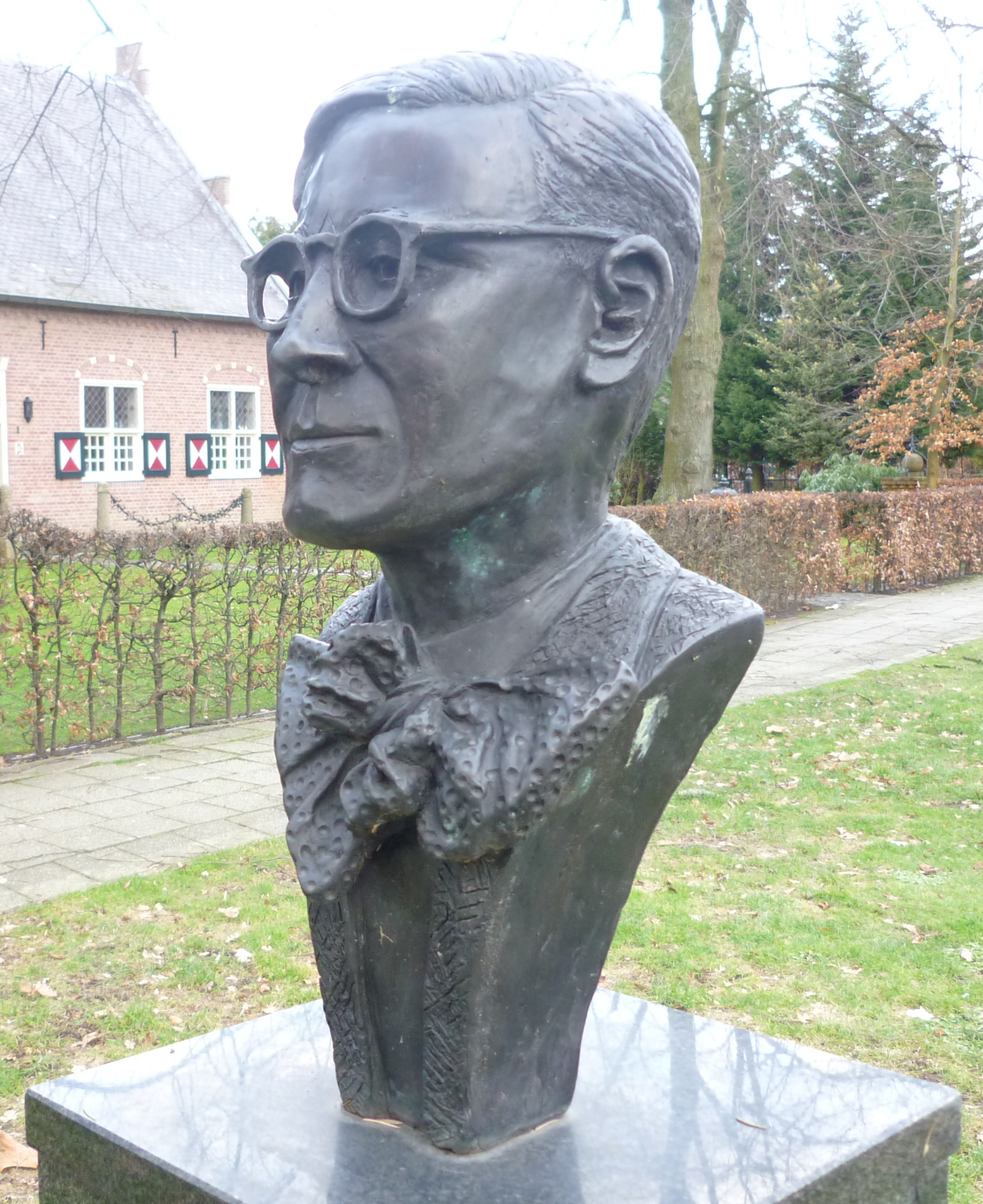
Borstbeeld van Antoon Coolen in Deurne
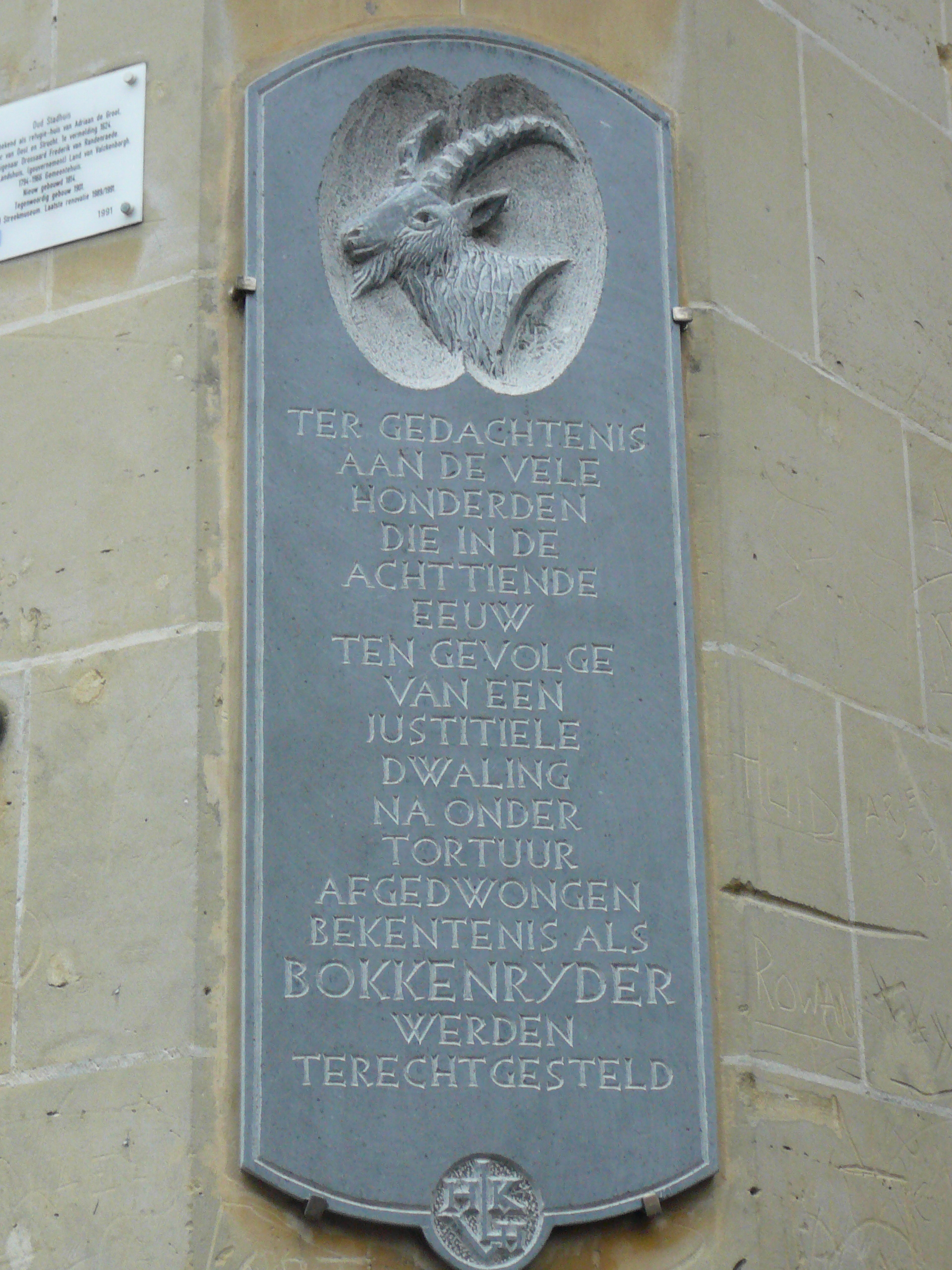
Bokkenrijdersplaquette in Valkenburg
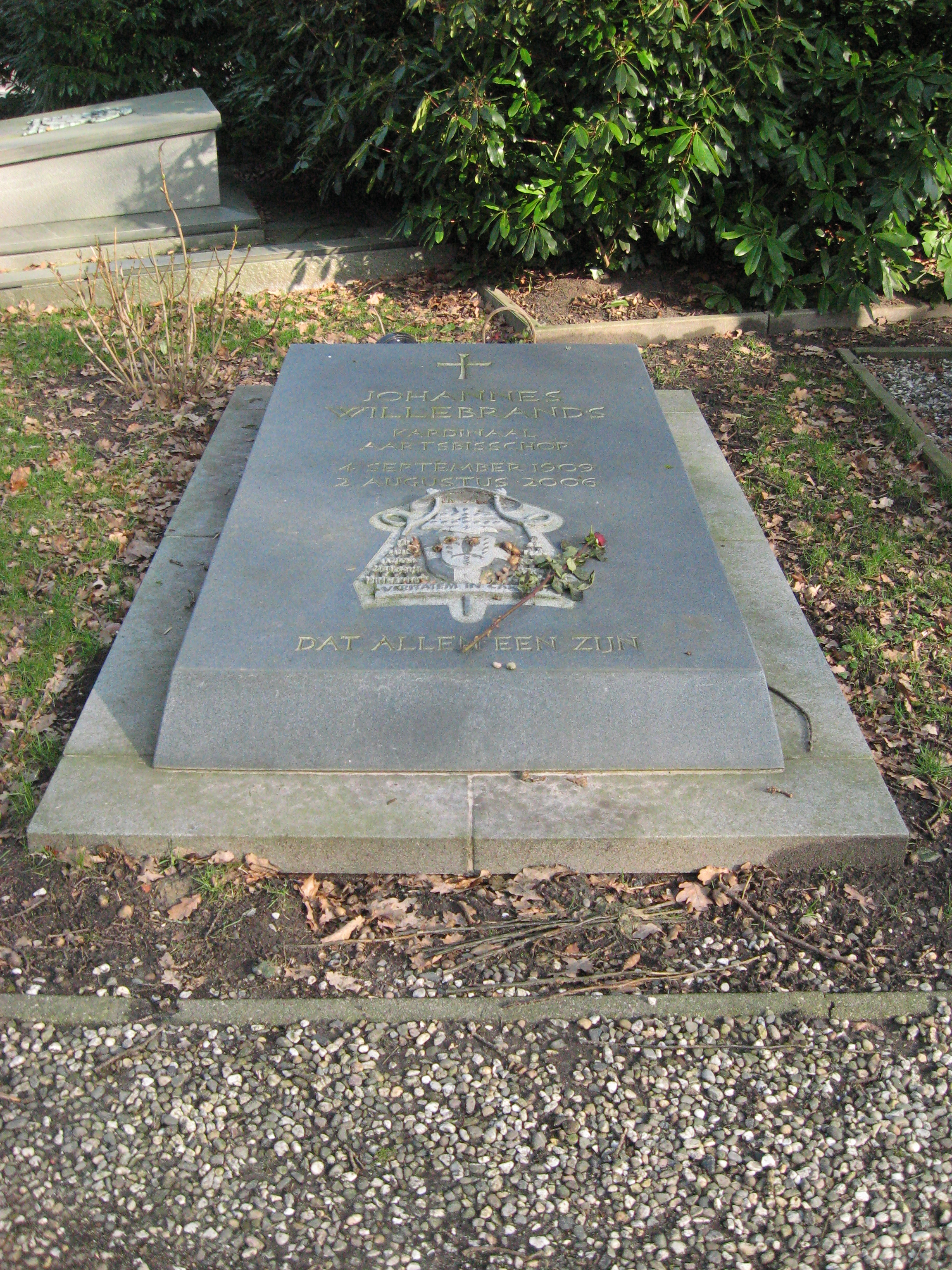
Grafsteen van kardinaal Willebrands in Utrecht